# Sana (muhafaza)

Położenie jednostki administracyjnej Sana w kraju

Sana (arab. صنعاء) – jedna z 20 jednostek administracyjnych Jemenu mieszcząca się w środkowo-zachodniej części kraju. Jej siedziba mieści się w stolicy kraju Sanie, choć nie wchodzi ona w skład tej jednostki. Sana ma powierzchnię 13 850 km² i około 918 380 mieszkańców. Gęstość zaludnienia to 66,3 os./km².